# Accident nucléaire de Saint-Laurent-des-Eaux de 1969

Classement de l'événement sur l'échelle INES, élaborée en 1990 à la suite de la catastrophe nucléaire de Tchernobyl.

L’accident nucléaire de Saint-Laurent-des-Eaux de 1969 est un accident nucléaire classé au niveau 4 de l'échelle INES qui s’est produit le 17 octobre 1969 dans le réacteur A1 (filière UNGG) de la centrale nucléaire de Saint-Laurent-des-Eaux (Loir-et-Cher), en France.
En 1980, un autre accident similaire dans le réacteur A2 de cette centrale a eu lieu.

## Circonstances
Le 17 octobre 1969, 50 kilogrammes de dioxyde d'uranium sont entrés en fusion au cœur du réacteur lors d’une opération de chargement du réacteur graphite-gaz no 1, sur l’ancienne centrale. La cause de l'entrée en fusion est une erreur de chargement qui empêche la bonne circulation du dioxyde de carbone, lequel sert de réfrigérant.
La contamination aurait été limitée au site. L'endommagement et la mise à l'arrêt prolongée d'une installation nucléaire ne pouvant être dissimulée aux employés et riverains, l'intention de rétention d'information est peu probable. Cependant à défaut de preuve d'une communication au public, certaines sources considèrent qu'aucune information n’a été révélée à la population,.
A contrario, la veille de l'accident (le 16 octobre 1969), des journalistes avaient été invités sur le site, occasion pour Marcel Boiteux (directeur général d'EDF) de déclarer « sur le plan technique, la réussite est complète ».
L'événement a été ultérieurement classé au niveau 4 (Accident n'entraînant pas de risque important à l'extérieur du site) de l'échelle INES créée en 1990 à la suite de la catastrophe nucléaire de Tchernobyl.
La presse qualifie les événements d'incident, celui-ci est vite oublié. Il faut attendre 2011, à la suite de l'accident nucléaire de Fukushima, pour qu'il soit de nouveau étudié. Une mission d'enquête est constituée par la ministre de l'écologie Ségolène Royal. Le rapport fourni confirme des faibles rejets de plutonium ne dépassant pas les normes en vigueur au moment des faits, rejets attestés par les analyses des isotopes des traces de plutonium détectées dans les sédiments de la Loire en aval de la centrale. Ce rapport précise par ailleurs que « les événements n’ont pas été dissimulés, même si les pratiques en matière de transparence et de communication étaient très différentes à l’époque »,.

## Opérations de nettoyage
Une dizaine de jours après l'accident, le temps que le combustible nucléaire refroidisse, les opérations de nettoyage commencent. Celles-ci sont faites principalement à l’aide de moyens commandés à distance, mais mobilisent des centaines de « nettoyeurs » qui restent environ 2 minutes dans l’enceinte (une dizaine selon l’IRSN).
Une maquette grandeur nature est construite sur le site (hors zone), de l'ensemble à nettoyer dédié à l'entraînement des nettoyeurs afin qu’ils puissent travailler plus vite. Pendant deux semaines, 105 travailleurs sont entrés dans le caisson dans lequel règne un débit de dose de 20–30 rem/h (300 mSv/h). Les agents qui ont travaillé directement dans l'entresol (zone la plus exposée) ont reçu des doses allant de 2 à 5,4 rem (20 à 54 mSv). La rotation des interventions et la faible irradiation du combustible (quasi neuf) ont évité des doses plus importantes,.
Au terme des opérations de nettoyage, 47 kg d’uranium sont récupérés. Le réacteur est redémarré le 16 octobre 1970.

## Conséquences
Deux technologies nucléaires sont alors en compétition : la filière graphite-gaz, considérée comme « nationale » et la filière à eau légère. Charles de Gaulle a une préférence pour la filière graphite-gaz, alors que Georges Pompidou qui lui succède en 1969 favorise la filière à eau légère.
Le 14 novembre 1969, la filière graphite-gaz, en concurrence avec la filière à eau légère depuis 1967, est abandonnée au profit de la filière à eau légère.

### Documentaire
- Cécile Delarue, « La pile, mon village nucléaire » [vidéo], sur france.tv, France 3, 25 mars 2024.